# Szentgyörgy (Alsómiholjác)
Szentgyörgy (a középkorban Bondogszentgyörgy és Rendekszentgyörgy névváltozatban is, horvátul: Sveti Đurađ) falu Horvátországban, Eszék-Baranya megyében. Közigazgatásilag Alsómiholjáchoz tartozik.

## Fekvése
Eszéktől légvonalban 39, közúton 45 km-re északnyugatra, községközpontjától 6 km-re délkeletre, a Szlavóniai-síkságon, a Dráva jobb partja közelében, az Alsómiholjácról Eszékre menő út mentén fekszik.

## Története
Az ókorban itt haladt át a Mursiáról (Eszék) Poetoviora (Ptuj, Szlovénia) vezető fontos római kereskedelmi és hadiút, melynek egyik őrállomása a mai templom helyén állt. A templom északi falának egy része a római épület tégláiból épült. A települést 1280-ban említik először „Scentgurg” alakban. Az 1332 és 1337 között kelt pápai tizedjegyzékekben „S. Georgius iuxta Draua”, „Bundugzengurge”, „Renduc Scengurge” névváltozatokban találjuk. Nevét Szent György tiszteletére szentelt plébániatemplomáról kapta, mely a 13. században már állt. Az aszuágyi uradalomhoz, temploma pedig az aszuágyi főesperességhez tartozott. Stjepan Sršan szerint a középkorban két plébániája is volt, melyek közül az egyik valamely szerzetesrend igazgatása alá tartozott. A település urai a Tétény nembeli Pekeriek és Aszuágyiak voltak, majd az utóbbiak birtokrésze 1403-ban hűtlenség miatt királyi adományként a Marótiaké lett, akik 1436-ban cserével megszerezték a Pekeriek birtokát is. 1470-ben Maróti Mátyás az uradalom nagy részét a király jóváhagyásával nejére, horogszegi Szilágyi Margitra ruházta át, aki 1504-ben a birtokot a Csákiaknak adta. A térség többi településével együtt 1536-ban szállta meg a török és csak 1687-ben szabadult fel uralmuk alól.
1698-ban mezővárosként „Oppidum Sancti Georgii” néven 15 portával szerepel a szlavóniai települések kamarai összeírásában. Az 1754-es egyházi vizitáció feljegyzi, hogy a faluban igen régi templom maradványai találhatók. A török kiűzése után Boszniából katolikus sokácok vándoroltak be ide és a valpói, később pedig az alsómiholjáci uradalom része lett. Birtokosa a Hilleprand von Prandau család volt. A család maradt a birtokosa egészen 1865-ig, amikor Hilleprand von Prandau Károly gyermektelenül halt meg. Ekkor Gusztáv testvérének lánya Stefánia lett a miholjáci uradalom birtokosa, aki Mailáth György felesége lett. Ezután a Mailáth család birtoka volt 1923-ig, amikor a család itteni birtokait a jugoszláv állam elvette.
Az első katonai felmérés térképén „Sveti Gyuragy” néven található. Lipszky János 1808-ban Budán kiadott repertóriumában „Szveti Gyuragy” néven szerepel. Nagy Lajos  1829-ben kiadott művében „Sz. György” néven 149 házzal, 898 katolikus vallású lakossal találjuk.
1857-ben 945, 1910-ben 1253 lakosa volt. Verőce vármegye Alsómiholjáci járásához tartozott. Az 1910-es népszámlálás adatai szerint lakosságának 94%-a horvát, 5%-a magyar anyanyelvű volt. Az első világháború után 1918-ban az új szerb-horvát-szlovén állam, majd később (1929-ben) Jugoszlávia része lett. 1991-ben lakosságának 98%-a horvát nemzetiségű volt. 2011-ben a falunak 826 lakosa volt.

## Lakossága
| Lakosság változása | Lakosság változása | Lakosság változása | Lakosság változása | Lakosság változása | Lakosság változása | Lakosság változása | Lakosság változása | Lakosság változása | Lakosság változása | Lakosság változása | Lakosság változása | Lakosság változása | Lakosság változása | Lakosság változása | Lakosság változása |
| ------------------ | ------------------ | ------------------ | ------------------ | ------------------ | ------------------ | ------------------ | ------------------ | ------------------ | ------------------ | ------------------ | ------------------ | ------------------ | ------------------ | ------------------ | ------------------ |
| 1857               | 1869               | 1880               | 1890               | 1900               | 1910               | 1921               | 1931               | 1948               | 1953               | 1961               | 1971               | 1981               | 1991               | 2001               | 2011               |
| 945                | 976                | 883                | 1.018              | 1.076              | 1.253              | 1.203              | 1.245              | 1.245              | 1.301              | 1.232              | 1.104              | 964                | 954                | 893                | 826                |

(1981-ig Đurađ néven.)

## Gazdaság
A lakosság többsége mezőgazdasággal és állattartással foglalkozik.

## Nevezetességei
Szent György tiszteletére szentelt római katolikus templomát a 14. század második felében építették koragótikus stílusban. A helyén az ókorban római építmény állt, melyet az is bizonyít, hogy a hajó északi fala részben római téglákból épült. Nagyon valószínű, hogy a mai templom valójában egy késő római vagy korai román stílusú templom utódja, amelyre a hajó késő román stílusú alapja épült, a hajó északi részét csak a második építési fázisban emelték. A szentélyt a 15. században, az érett gótika korszakában építették. A támpilléreken és az ablakokon a Maróti család valpói udvarháza építőinek az építési stílusát lehet észrevenni. A templomot feltehetően a 18. században barokk stílusban építették át. A hajó nyugati oldalához a 19. században építették hozzá a harangtornyot, mely eklektikus jegyeivel lényegesen eltér a Valpovština többi tornyától. A Szent György templom különlegessége a déli falon található késő gótikus portál, amelyet a közelmúltig egy kis klasszicista előcsarnok zárt le. 2009-ben konzerválást és feltárásokat végeztek az épületen, ekkor lettek láthatóvá az ókori és középkori részletek. A feltárások eredményei alapján néhány szakember arra a következtetésre jutott, hogy a mai templom alapvetően a 16. század végén, vagy a 17. század elején épült a gótikus templom megmaradt falainak felhasználásával. Ez esetben építői a reformátusok voltak, akik előszeretettel használták fel a régi épületeket templomaik építéséhez és a katolikusok csak később, az ellenreformáció során vették át a templomot.

## Kultúra
KUD „Franjo Ebling” Sveti Đurađ kulturális és művészeti egyesület. A település farsangi mulatságát február végén, vagy március elején rendezik az egyesület szervezésében, melyben ápolják Szlavónia e részének farsangi szokásait.

## Oktatás
A faluban a podgajci „Hrvatski sokol” általános iskola négyosztályos, alsó tagozatos területi iskolája működik.

## Sport
- Az NK Sveti Đurađ labdarúgócsapata a megyei 3. ligában szerepel.
- RŠU Sveti Đurađ sporthorgász egyesület.

## Egyesületek
- A DVD Sveti Đurađ önkéntes tűzoltó egyesületet 1933-ban alapították.
- „Dravski vukovi” Sveti Đurađ, a Dráva kedvelőinek egyesülete.